# Loja subulata
Loja subulata är en insektsart som beskrevs av Andrew Nelson Caudell 1918. Loja subulata ingår i släktet Loja och familjen vårtbitare. Inga underarter finns listade i Catalogue of Life.